# Кіченок Надія Вікторівна
Наді́я Ві́кторівна Кічено́к (20 липня 1992) — українська тенісистка.
6 січня 2014 вона вперше потрапила до чільної сотні світового рейтингу в одиночному розряді. У парному розряді вона посідала найвище 85 місце.
2010 року Надія вперше грала за Україну в Кубку Федерації.
Має сестру-близнючку Людмилу, яка теж грає в теніс на професійному рівні. Свою першу перемогу в турнірі WTA Надія здобула в парі із сестрою на Shenzhen Open 2015 року. Свою другу перемогу сестри здобули на Brasil Tennis Cup 2016.
4 листопада 2018 року разом з Людмилою Кіченок виграла парний турнір WTA Elite Trophy в Чжухаї.
Виступаючи в Fed Cup за Україну, Надя Кіченок має співвідношення виграшів-програшів 5-6.
У червні 2021 року Надію було кваліфіковано для участі в Олімпійських іграх у складі національної команди України з тенісу. Разом із нею в команду було включено Даяну Ястремську, Людмилу Кіченок, Еліну Світоліну, Марту Костюк.

## Фінали турнірів WTA

### Парний розряд: 22 (11 титулів, 11 поразок)
| Легенда                |
| ---------------------- |
| WTA Elite Trophy (1–0) |
| WTA 1000 (0–0)         |
| WTA 500 (1–4)          |
| WTA 250 (9–7)          |

| Фінали за покриттям |
| ------------------- |
| Тверде (9–7)        |
| Ґрунт (2–3)         |
| Трава (0–1)         |
| Килим (0–0)         |

| Результат | В-П   | Дата     | Турнір                                | Категорія     | Покриття   | Партнер             | Опоненти                               | Рахунок               |
| --------- | ----- | -------- | ------------------------------------- | ------------- | ---------- | ------------------- | -------------------------------------- | --------------------- |
| Поразка   | 0–1   | Вер 2011 | Tashkent Open, Узбекистан             | International | Тверде     | Людмила Кіченок     | Елені Даніліду Віталія Дяченко         | 4–6, 3–6              |
| Поразка   | 0–2   | Січ 2014 | WTA Shenzhen Open, КНР                | International | Тверде     | Людмила Кіченок     | Моніка Нікулеску Клара Коукалова       | 3–6, 4–6              |
| Перемога  | 1–2   | Січ 2015 | Shenzhen Open, КНР                    | International | Тверде     | Людмила Кіченок     | Лян Чень Ван Яфань                     | 6–4, 7–6(8–6)         |
| Поразка   | 1–3   | Тра 2015 | Internationaux de Strasbourg, Франція | International | Ґрунт      | Чжен Сайсай         | Чжуан Цзяжун Лян Чень                  | 6–4, 4–6, [10–12]     |
| Перемога  | 2–3   | Сер 2016 | Brasil Tennis Cup, Бразилія           | International | Тверде     | Людмила Кіченок     | Тімеа Бабош Яні Река Луца              | 6–3, 6–1              |
| Поразка   | 2–4   | Кві 2017 | Monterrey Open, Мексика               | International | Тверде     | Даліла Якупович     | Хібіно Нао Аліція Росольська           | 2–6, 6–7 (4–7)        |
| Перемога  | 3–4   | Кві 2017 | Istanbul Cup, Туреччина               | International | Ґрунт      | Dalila Jakupovic    | Ніколь Меліхар Елісе Мертенс           | 7–6(8–6), 6–2         |
| Поразка   | 3–5   | Тра 2018 | Internationaux de Strasbourg, Франція | International | Ґрунт      | Анастасія Родіонова | Міхаела Бузернеску Ралука Олару        | 5–7, 5–7              |
| Поразка   | 3–6   | Сер 2018 | Silicon Valley Classic, US            | Premier       | Тверде     | Людмила Кіченок     | Латіша Чжань Квета Пешке               | 4–6, 1–6              |
| Перемога  | 4–6   | Лис 2018 | WTA Elite Trophy, КНР                 | Elite Trophy  | Тверде     | Людмила Кіченок     | Сюко Аояма Лідія Морозова              | 6–4, 3–6, [10–7]      |
| Перемога  | 5–6   | Січ 2020 | Hobart International, Австралія       | International | Тверде     | Саня Мірза          | Пен Шуай Чжан Шуай                     | 6–4, 6–4              |
| Перемога  | 6–6   | Бер 2021 | St. Petersburg Ladies' Trophy, Росія  | WTA 500       | Тверде (i) | Ралука Олару        | Кейтлін Крістіан Сабріна Сантамарія    | 2–6, 6–3, [10–8]      |
| Поразка   | 6–7   | Чер 2021 | Bad Homburg Open, Німеччина           | WTA 250       | Трава      | Ралука Олару        | Дарія Юрак Андрея Клепач               | 3–6, 1–6              |
| Перемога  | 7–7   | Сер 2021 | Chicago Women's Open, US              | WTA 250       | Тверде     | Ралука Олару        | Людмила Кіченок Макото Ніномія         | 7–6(8–6), 5–7, [10–8] |
| Поразка   | 7–8   | Жов 2021 | Кубок Кремля, Росія                   | WTA 500       | Тверде (i) | Ралука Олару        | Олена Остапенко Катержина Сінякова     | 2–6, 6–4, [8–10]      |
| Перемога  | 8–8   | Жов 2022 | Tallinn Open, Естонія                 | WTA 250       | Тверде (i) | Людмила Кіченок     | Ніколь Меліхар-Martinez Лаура Зігемунд | 7–5, 4–6, [10–7]      |
| Поразка   | 8–9   | Лют 2023 | Linz Open, Австрія                    | WTA 250       | Тверде (i) | Анна-Лена Фрідзам   | Натела Дзаламідзе Вікторія Грунчакова  | 6–4, 5–7, [10–12]     |
| Перемога  | 9–9   | Вер 2023 | Japan Women's Open                    | WTA 250       | Тверде     | Анна-Лена Фрідзам   | Ганна Калінська Юлія Путінцева         | 7–6(7–3), 6–3         |
| Поразка   | 9–10  | Кві 2024 | Charleston Open, US                   | WTA 500       | Ґрунт      | Людмила Кіченок     | Ешлін Крюгер Слоун Стівенс             | 6–1, 3–6, [7–10]      |
| Поразка   | 9–11  | Січ 2025 | Linz Open, Австрія                    | WTA 500       | Тверде     | Людмила Кіченок     | Тімеа Бабош Луїза Стефані              | 6–3, 5–7, [4–10]      |
| Перемога  | 10–11 | Лип 2025 | Hamburg European Open, Німеччина      | WTA 250       | Ґрунт      | Макото Ніномія      | Анна Бондар Аранча Рус                 | 6–4, 3–6, [11–9]      |
| Перемога  | 11–11 | Лип 2025 | WTA Prague Open, Чехія                | WTA 250       | Тверде     | Макото Ніномія      | Lucie Havlíčková Лаура Самсон          | 1–6, 6–4, [10–7]      |

## Виступи на Олімпіадах
| Олімпіада            | Дисципліна            | Партнер         | Стадія      |
| 2016, Ріо-де-Жанейро | Жіночий парний турнір | Людмила Кіченок | 1 коло      |
| 2020, Токіо          | Жіночий парний турнір | Людмила Кіченок | Чвертьфінал |
| 2024, Париж          | Жіночий парний турнір | Людмила Кіченок | Чвертьфінал |